# Buru (jogador de futebol de areia)
Venicius Ribeiro Mariani Fambre, conhecido como Buru (Vitória, 14 de julho de 1976) é um jogador brasileiro de futebol de areia. Atua como defensor. Atualmente, é considerado um dos "Melhores Jogadores do Mundo de Futebol de Areia" pela FIFA.
Buru recebeu o apelido ainda quando criança, pois sua avó dizia que os cabelos claros dele assemelhavam-se a um pássaro. Começou a jogar futebol com 11 anos, passando por clubes como o América Mineiro, e também atuou em clubes de futsal. Estreou na Seleção Brasileira de Futebol de Areia em março de 1998 em Guarapari, Espírito Santo, durante a Copa do Mercosul.

## Títulos
Seleção do Brasil
- Copa do Mundo: 2000, 2004, 2006, 2007 e 2009.
- Mundialito: 2000, 2001, 2004, 2005, 2006 e 2007.
- Eliminatórias da Copa do Mundo: 2005 e 2006.
- Campeonato Sul-Americano de Beach Soccer: 2016.
- Copa América: 2003 e 2013.
- Copa Latina: 2003 e 2005.
- Copa Mercosul: 1998 e 2001.
- Copa das Nações: 2013.
- Torneio PBST Turkey (Turquia): 2000.
- Torneio PBST Tignes (França): 2004.
- Torneio PBST Amneville (França): 2005.
- Torneio de Montevidéu (Uruguai): 2005.
- Copa Vodacom PBST Durban (África do Sul): 2006.

Seleção do Espírito Santo
- Campeonato Brasileiro: 2000, 2001 e 2010.

## Prêmios
Seleção do Brasil
- Melhor jogador do mundo pela FIFA: 2007.
- Melhor jogador da Copa do Mundo FIFA: 2007.
- Melhor jogador do Mundialito: 2006.
- Melhor jogador da Copa Latina: 2005.
- Melhor jogador da Copa América: 2003.

## Artilharia
Seleção do Brasil
- Copa do Mundo FIFA de Futebol de Areia: 2007.